# Indische Kostuswurzel
Die Indische Kostuswurzel (Saussurea costus, Syn.: Dolomiaea costus  (Falc.) Kasana & A.K.Pandey), auch Königswurz, Kostus, Kostwurz oder Himalayascharte genannt, ist eine Pflanzenart aus der Gattung Dolomiaea innerhalb der Familie der Korbblütler (Asteraceae).

## Beschreibung

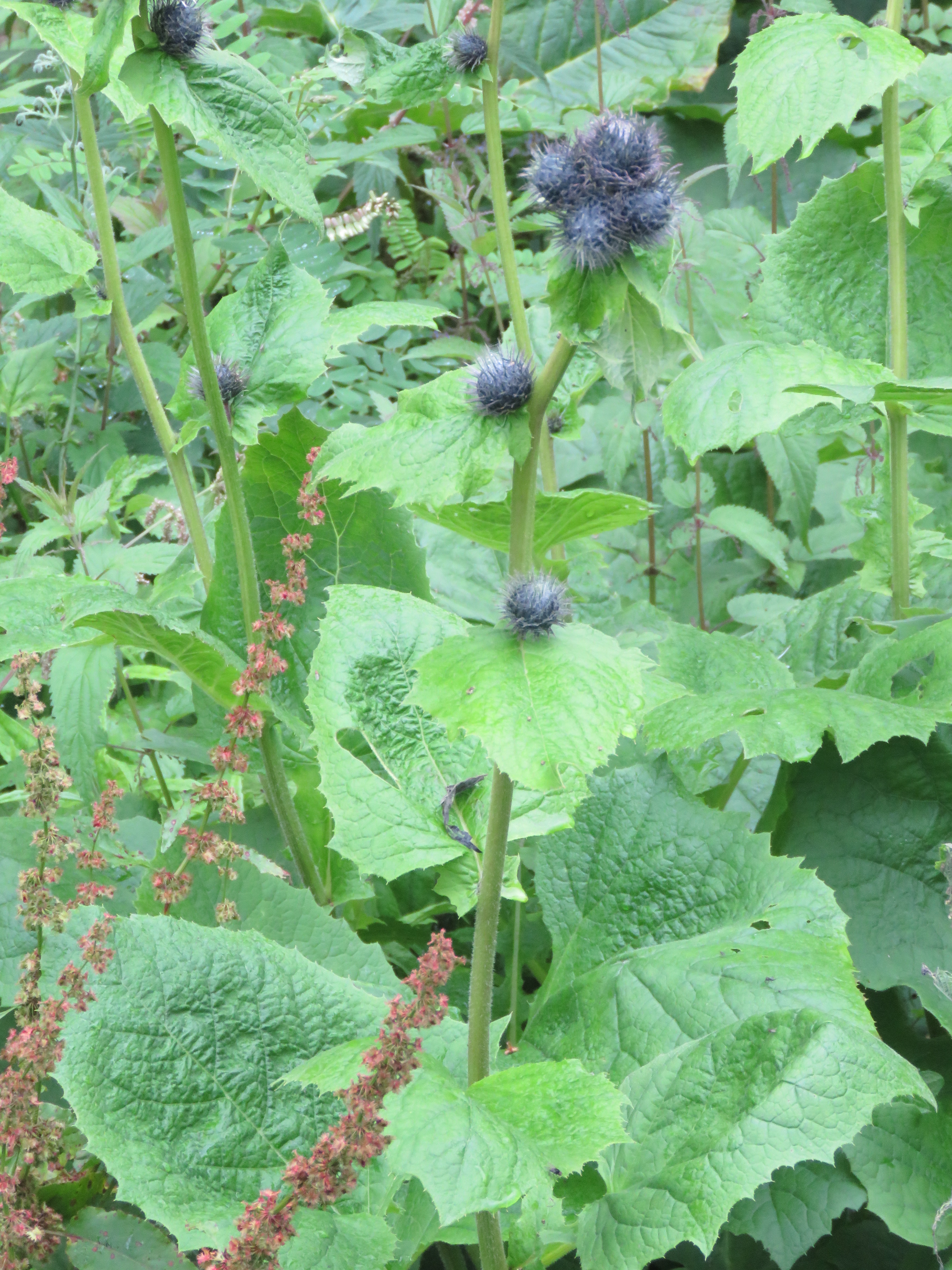
Habitus, Laubblätter und Blütenstände

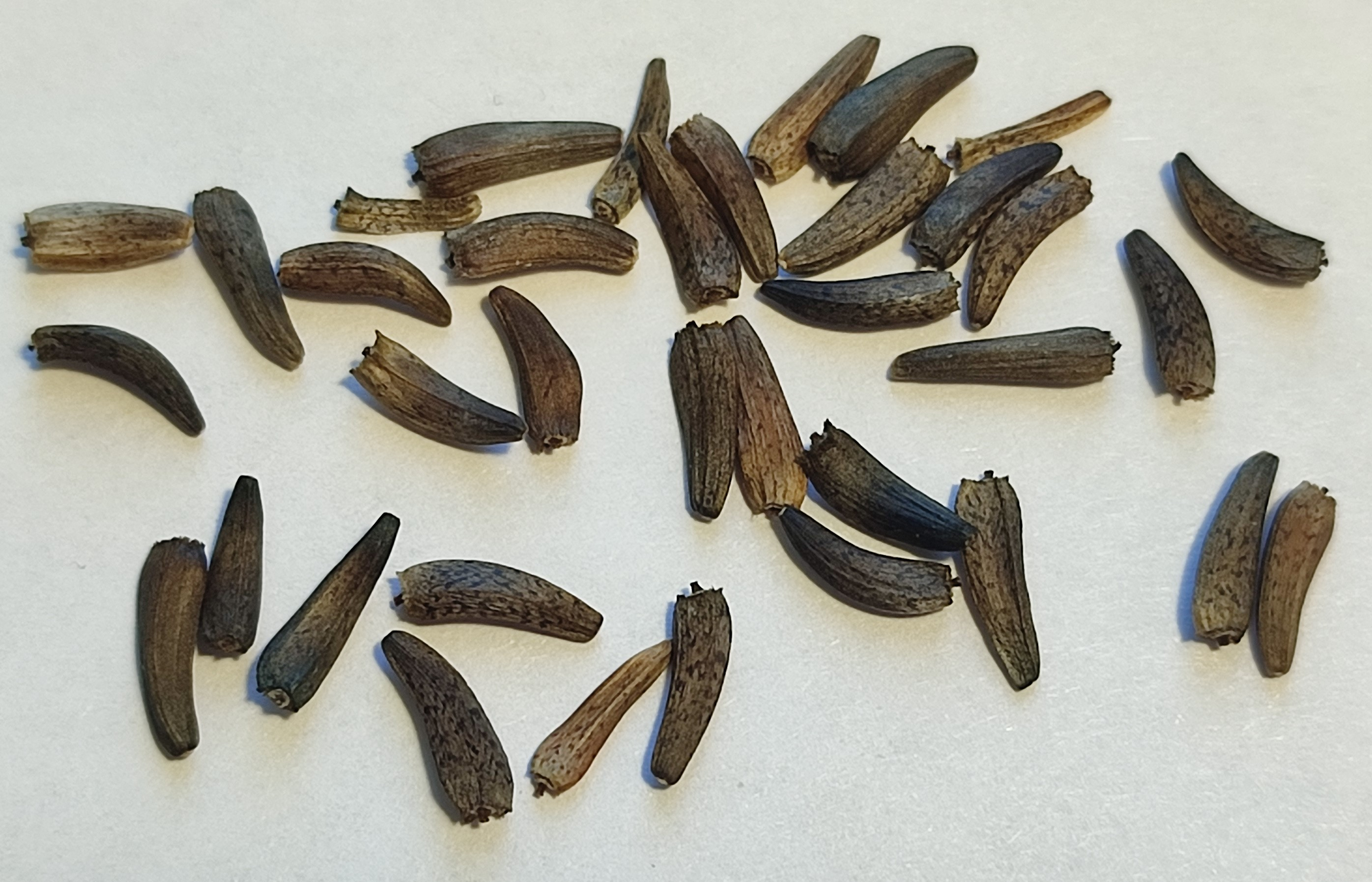
Achänen der Indischen Kostuswurzel

### Vegetative Merkmale
Die Indische Kostuswurzel wächst als ausdauernde krautige Pflanze und erreicht Wuchshöhen von 1,2 bis 3 Metern. Die Laubblätter sind wechselständig angeordnet. Die grundständigen Laubblätter sind 0,6 bis 1,2 Zentimeter lang mit einem lappig geflügelten Blattstiel. Die Stängelblätter sind kleiner und können gestielt oder ungestielt sein. Der Blattrand ist unregelmäßig gezähnt.

### Generative Merkmale
In einem Gesamtblütenstand stehen zwei bis fünf körbchenförmige Blütenstände zusammen. Die Blütenkörbe weisen einen Durchmesser von 2,5 bis 3,8 Zentimetern auf und enthalten nur Röhrenblüten. Es sind viele Reihen von stacheligen Hüllblättern vorhanden. Die zwittrigen Röhrenblüten sind etwa 2 Zentimeter lang. Die Farbe der Kronblätter reicht von blau über violett bis fast schwarz. Die freien Staubfäden sind kahl. Die Staubbeutel besitzen schwanzartige Anhängsel, die an ihrer Basis gefranst sind. Die zwei Narbenäste sind linealisch.
Die kahle, gebogene, becherförmige Achäne ist bis zu 8 Millimeter lang. Die federartigen, braunen Pappushaare sind etwa 1,7 Zentimeter lang.

## Nutzung
Die Indische Kostuswurzel wird in Nordindien und einigen chinesischen Provinzen angebaut, aber auch wild gesammelt. Aus den unterirdischen Pflanzenteilen wird die Droge „Radix Saussureae“ (auch „Saussureae radix“, „Aucklandiae radix“, „Radix Aucklandiae lappae“ oder „Radix Costus“) gewonnen, die ein ätherisches Öl (Costus-Wurzelöl) enthält, welches am besten durch Wasserdampfdestillation gewonnen wird. Es wird für Flüssigkeitsextrakte, Öle, Puder, Absude und andere Arzneimittel verwendet und findet auch im Ayurveda Anwendung.
In der chinesischen Medizin wird Aucklandiae radix (Muxiang 木香) v. a. zur Bewegung, Regulierung und Ergänzung des Qi, zur Zerstreuung von "Kälte" (algor, han 寒) und zum Stillen von Schmerzen eingesetzt.
Bereits im Altertum wurde die Kostwurz auf der Seidenstraße nach Europa gebracht, wo sie im Mittelmeerraum als κόστος gehandelt wurde. Eine als costus bezeichnete Pflanze wird auch im Capitulare de villis Karls des Großen erwähnt. Allerdings wurde die aus Indien importierte Kostuswurzel im europäischen Mittelalter als Droge durch die auch in Europa angebaute Frauenminze (Tanacetum balsamita) ersetzt, für welche auch der Name costus (deutsch auch koste) übernommen wurde. Deshalb wird heute meist angenommen, dass mit costus im Capitulare die Frauenminze gemeint ist.

## Vorkommen und Gefährdung
Die Indische Kostuswurzel ist im nördlichen Indien und Pakistan von Kaschmir über Himachal Pradesh bis Garhwal verbreitet und gedeiht in Höhenlagen von 2500 bis 3200 Metern.
Die Indische Kostuswurzel ist im Anhang I des Washingtoner Artenschutzübereinkommens (Abk. WA, engl. CITES) gelistet. In Indien, Jammu und Kaschmir gilt diese Art als vom Aussterben bedroht, in Pakistan als stark gefährdet. Die Wildaufsammlung zur Gewinnung der Droge ist der Hauptgrund für die Gefährdung dieser Art. Deshalb ist sie in Anhang I des CITES und in Anhang A der Verordnung (EG) Nr. 338/97 über den Schutz von Exemplaren wildlebender Tier- und Pflanzenarten durch Überwachung des Handels (EG-ArtenschutzVO) aufgenommen. Ohne Genehmigung der zuständigen Behörde ist daher die Einfuhr von Teilen von oder Erzeugnissen aus Exemplaren dieser Art in die EU sowie jede Vermarktungshandlung in der EU damit verboten, wie etwa der Ankauf von Arzneimitteln, die Indische Kostuswurzel enthalten, durch Verbraucher in der EU bspw. über Internet in der Schweiz oder der private Import in die EU. In Deutschland ist das eine Straftat.

## Taxonomie
Die Erstbeschreibung der Indischen Kostuswurzel erfolgte 1841 unter dem Namen (Basionym) Aucklandia costus durch Hugh Falconer in Annals and Magazine of Natural History, including Zoology, Botany, and Geology, Volume 6, Seite 475. Der Gattungsname ehrt den damaligen General-Gouverneur von Indien, George Eden, 1. Earl of Auckland. Die Neukombination zu Saussurea costus (Falc.) Lipsch. wurde 1964 durch Sergei Juljewitsch Lipschitz in Botanicheskii Zhurnal, Moscow & Leningrad, Volume 49, Seite 131 veröffentlicht. Die Neukombination zu Dolomiaea costus  (Falc.) Kasana & A.K.Pandey wurde 2020 durch Shruti Kasana und Arun Kumar Pandey in Phytotaxa Band 450, Seite 184 veröffentlicht. Synonyme für Saussurea costus (Falc.) Lipsch. sind: Aplotaxis lappa Decne., Saussurea lappa (Decne.) C.B.Clarke, Theodorea costus (Falc.) Kuntze und Dolomiaea costus  (Falc.) Kasana & A.K.Pandey. Diese botanischen Namen spiegeln sich zum Teil auch in den Bezeichnungen der pharmazeutischen Droge wider.